# ZIV International
ZIV International foi uma empresa norte-americana de produção e distribuição de programas televisivos, fundada em 1971 por Irv Holender e Mark Mercury. Na década de 1970 e 1980, a ZIV distribuiu versões americanizadas de séries de anime japonesas e produziu e distribuiu biografias de celebridades. O WorldCat reconheceu 83 obras em 97 publicações. A empresa foi mais tarde subsidiária da Lorimar Productions Inc.

## Programas e filmes produzidos e distribuídos
- The Adventures of Sindbad The Sailor — Produção
- The Adventures of Spunky and Tadpole — Distribuição
- Candy Candy — Produção (distribuído na Grécia)
- Captain Future — Distribuição, Produção
- Captain Harlock (Capitão HarlockBR/PT) — Produção
- Fables of the Green Forest (Fábulas da Floresta VerdeBR/PT) — Distribuição, Produção
- Flower Angel (Angel: A Menina das FloresBR) — Distribuição, Produção
- Force Five — Distribuição
- The Gumby Show — Distribuição
- James Dean, the first American teenager — Distribuição
- Little Lulu (LuluzinhaBR/LuluPT) — Distribuição, Produção
- Nickel Mountain — Distribuição
- Space Angel — Distribuição